# Pont Saint-Michel
Pont Saint-Michel (Św. Michała) – most łączący lewy brzeg Sekwany z Île de la Cité z 1857.

## Historia
Pierwszy most na tym miejscu został wybudowany w 1378 roku z polecenia paryskiego parlamentu, ze składek mieszczan i przy pomocy finansowej króla. Patronem mostu został św. Michał z racji bliskości kaplicy pod jego wezwaniem (dziś wchodzi ona w skład kompleksu Pałacu Sprawiedliwości). Początkowo paryżanie określali go jednak po prostu jako Pont-Neuf (nie należy mylić z dzisiejszym Pont Neuf). Wkrótce po zakończeniu prac budowlanych na moście swoje domy i stragany zaczęli budować kupcy.
W 1407 roku, w czasie wyjątkowo ostrej zimy, dużych rozmiarów bryła lodu uderzyła w most, powodując uszkodzenie jego konstrukcji i w konsekwencji zawalenie się razem z wybudowanymi na nim gmachami. Most odbudowano z drewna, jednak ten materiał okazał się zbyt nietrwały i już w 1444 roku konieczna była nowa zbiórka pieniędzy na budowę kamiennej przeprawy. Chociaż o wiele solidniejszy, i ten most w czasie wielkiej przebudowy Paryża został rozebrany i w roku 1857 zastąpiony konstrukcją opartą na trzech łukach według projektu de Lagalisserie′a i Vaudrey′ego. Na każdym z nich wyrzeźbiono inicjał Napoleona III.
W 1961 roku w okolicach mostu policja zaatakowała pokojową demonstrację algierską, zabijając kilkadziesiąt osób. Dziś na moście znajduje się tablica upamiętniająca ofiary.